# Greenideoida philippensis
Greenideoida philippensis är en insektsart som beskrevs av Raychaudhuri, D.N. 1956. Greenideoida philippensis ingår i släktet Greenideoida och familjen långrörsbladlöss. Inga underarter finns listade i Catalogue of Life.